# Agriculture au Burkina Faso

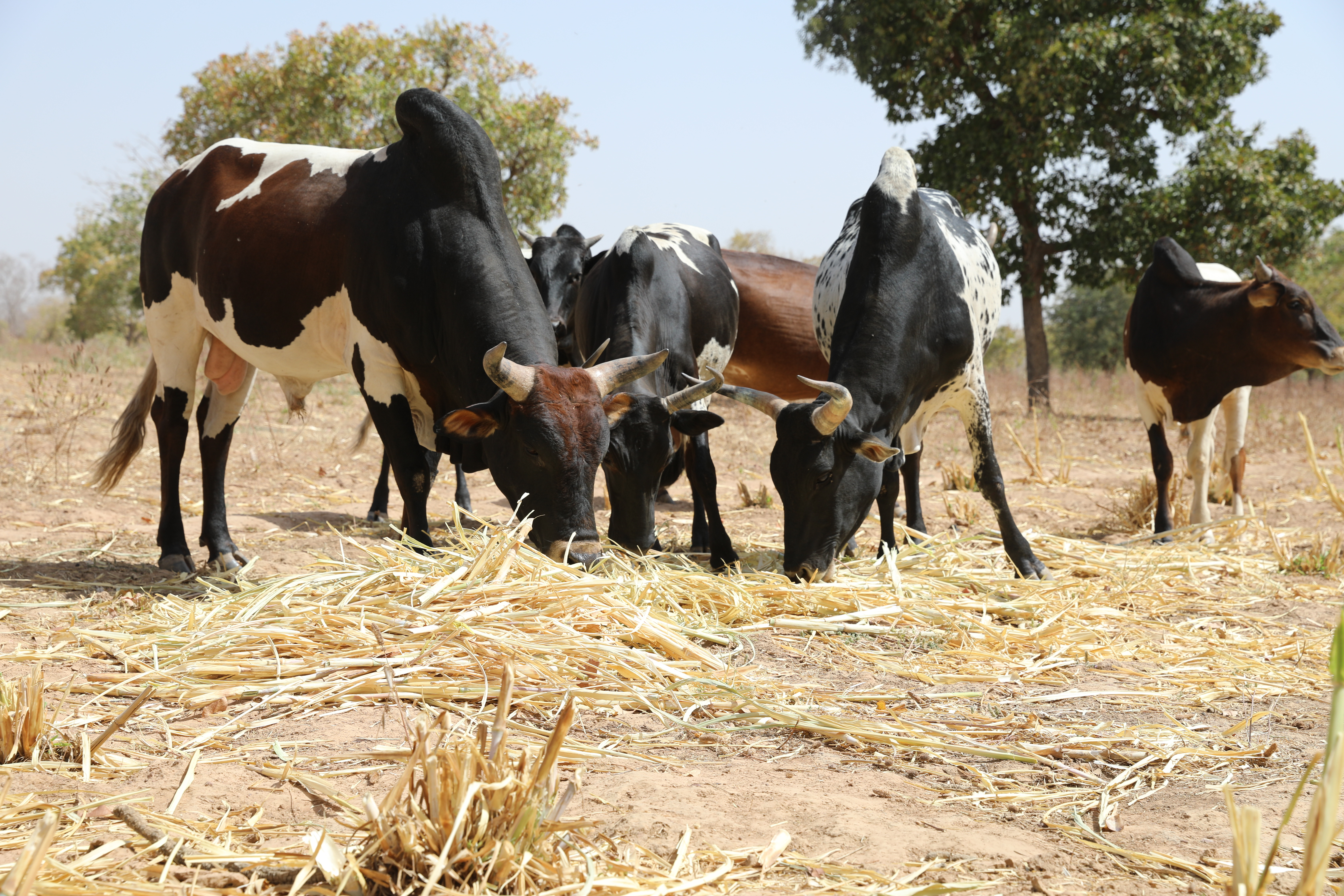
Bœufs en paturage

Le secteur agricole constitue une composante de l’économie du Burkina Faso. Il contribue pour 35 % au produit Intérieur Brut (PIB) du pays et emploie 82 % de la population active.
La production agricole est dominée par les céréales (sorgho, mil, maïs et riz), principales cultures vivrières, par le coton, principale culture de rente, et par l’élevage. L’arboriculture et le maraîchage occupent aussi une place non négligeable.

## Caractéristiques générales

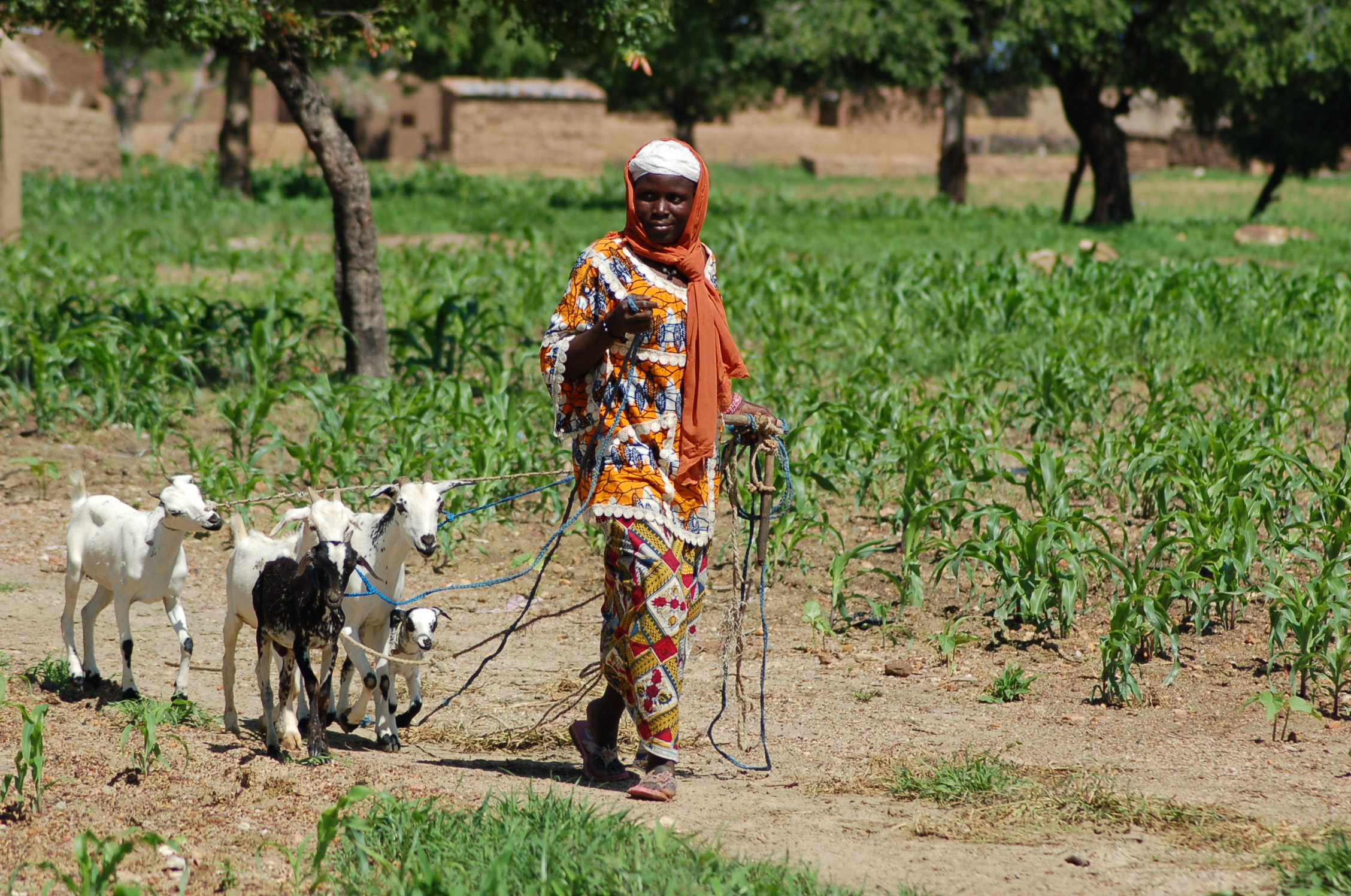
Agriculture familiale à Tanwalbougou, dans le département de Fada N'Gourma

Les terres à vocation agricole sont estimées à 11,8 millions d’hectares, mais seulement 5,7 millions d’hectares sont cultivées.

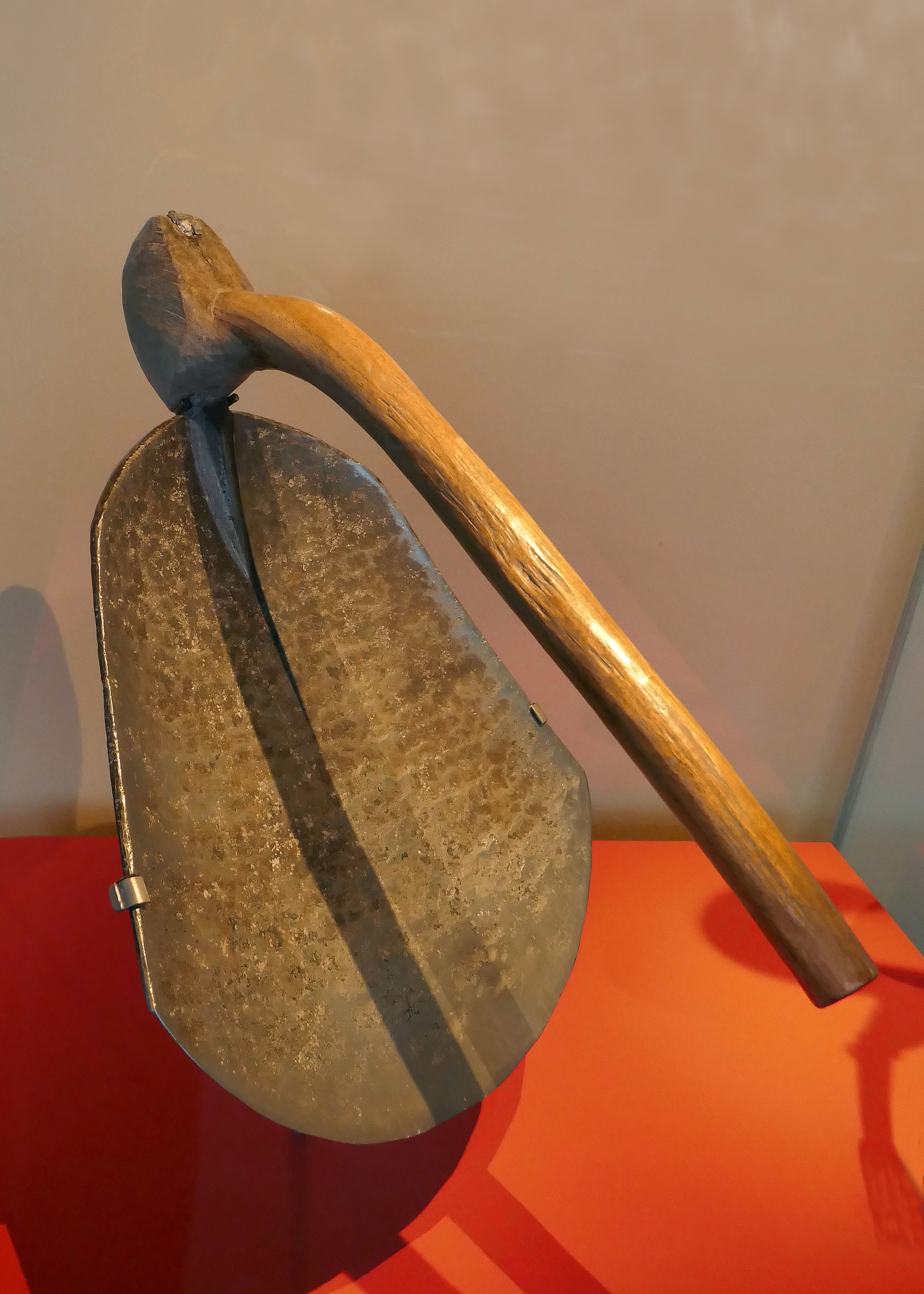
Houe sénoufo à manche court (vers 2010).

L’agriculture burkinabè est très majoritairement au début des années 2010 une agriculture familiale avec 900 000 exploitations  environ de moins de 5 ha, soit 72 % du total des exploitations. Les exploitations de plus de 20 ha, au nombre de 15 000 environ, sont très minoritaires. Elles sont en partie détenues par des investisseurs privés. Une classe intermédiaire entre 5 et 20 ha existe toutefois ; elle représente 335 000 exploitations, soit 26 % de l’ensemble.
Il s’agit d’une agriculture de type pluvial rythmée par l’alternance de la saison sèche (novembre à avril en moyenne) et de la saison des pluies (juin à septembre en moyenne), les mois de mai et octobre étant des mois de transition. La durée de chacune de ces périodes varie cependant selon les zones, la durée de la saison sèche augmentant lorsqu’on remonte vers la zone sahélienne du nord. Les surfaces irriguées sont faibles avec à peine 46 000 ha de périmètres irrigués et 37 500 ha de bas-fonds, très en deçà des potentialités[Quand ?].
Pour l'irrigation, ce pays a, en 2021, 1 100 barrages dont 40 % sont en état de dégradation très avancé, 50 % sont en état de dégradation moyennement avancé et seulement 10 % sont en bon état.
Le secteur agricole burkinabè, malgré les progrès réalisés au cours des dernières années, souffre d’une faible productivité en raison de plusieurs facteurs défavorables : aléas climatiques, baisse de la fertilité des sols, faiblesse des infrastructures notamment des routes, manque d’organisation des filières (hors celle du coton), faiblesse des investissements, insuffisance de formation des ressources humaines...
En 2015, près de 100 000 paysans pratiquaient l’agriculture biologique.

## Politique agricole
Dans les années 1980, le président du Burkina Faso Thomas Sankara décide de faire de la production locale une priorité. La production de céréales, proche de 1,1 milliard de tonnes avant 1983, va grimper à 1,6 milliard de tonnes en 1987. Jean Ziegler, ancien rapporteur spécial pour le droit à l’alimentation de l’ONU, souligne alors que le pays «est devenu alimentairement autosuffisant ».
Au cours des années 1990, comme dans bon nombre d’autres pays africains, le gouvernement a mis en œuvre un Programme d’Ajustement du Secteur Agricole (PASA). Ce programme avait pour objectifs la libéralisation du commerce des produits agricoles, la privatisation des entreprises agro-industrielles ainsi que la suppression des taxes sur les produits d'importation, pour faire baisser les prix pour les consommateurs. Mais la perte de revenus pour les paysans n'a pas été suffisamment compensée par des mesures de soutien comme les subventions à l'achat d'intrants.
En 2000 est adopté un cadre stratégique de lutte contre la pauvreté (CSLP) avec un important volet agricole traduit en 2003 dans la Stratégie de Développement Rural (SDR). Les principaux objectifs de la SDR sont les suivants:
- accroître les productions agricoles, pastorales, forestières, fauniques et halieutiques grâce à l’amélioration de la productivité
- augmenter les revenus grâce à une diversification des activités économiques en milieu rural
- renforcer la liaison production/marché
- assurer une gestion durable des ressources naturelles
- améliorer la situation économique et le statut social des femmes et des jeunes en milieu rural
- responsabiliser les populations rurales en tant qu’acteurs de développement.

En décembre 2010, la stratégie de croissance accélérée et de développement durable (SCADD 2011-2015) a remplacé le CSLP. La SCADD est en cohérence avec la politique régionale de développement adoptée par la Communauté économique des États de l'Afrique de l'Ouest (CEDEAO). Elle est déclinée dans un Programme National du Secteur Rural (PNSR) qui comporte un certain nombre de projets opérationnels, relatifs par exemple au développement des filières prioritaires, de développement de l’irrigation et de l’accès à l’eau potable, de création d’un pôle de croissance dans le Centre Est du pays,…
Mais les résultats concrets de ces politiques demeurent incertains. Selon la FAO, en dépit des progrès effectués dans l’adoption d’une approche sectorielle, les politiques agricoles sont mises en œuvre à travers de nombreux programmes, projets et politiques commerciales qui ne sont pas clairement priorisés. De plus, certains programmes ont été annulés avant même d’avoir été mis en œuvre.
Par ailleurs, certaines organisations de la société civile burkinabé considèrent que les orientations politiques devraient donner la priorité à la souveraineté alimentaire du pays et rompre avec les politiques commerciales libérales édictées par l’OMC, ceci afin de protéger les populations rurales de la concurrence exercée par les produits agricoles importés à bas prix et de lutter plus efficacement contre la pauvreté.

## Principales productions

### Coton

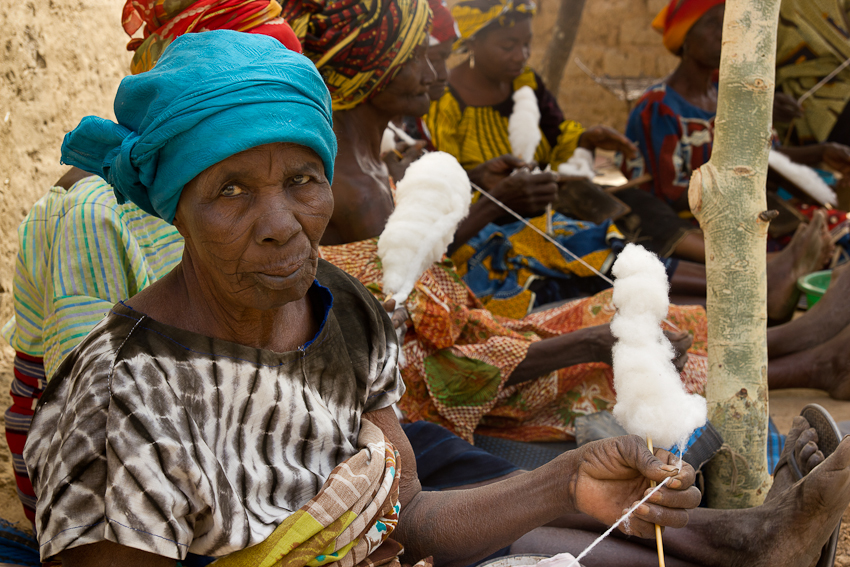
Fileuses de coton dans la région d'Oury

Cultivé sur environ 586 000 ha, la production de coton graines pour la campagne 2013-2014 est estimée à 760 000 tonnes.
Le coton est cultivé dans l’ensemble du pays, sauf dans la zone sahélienne du nord. La région Ouest autour de Bobo Dioulasso demeure cependant la grande région cotonnière.
Il s’agit pour une grande partie de coton Bt génétiquement modifié (GM). Cet emploi massif de semences de coton GM suscite cependant certaines oppositions de la part de plusieurs associations de la société civile burkinabé et d'une partie des paysans. De plus il semble que la qualité des fibres du coton GM soit inférieure à celle du coton conventionnel, ce qui a conduit à la réduction des surfaces ensemencées en coton Bt à partir de la campagne 2012/2013.
Le Burkina Faso commence aussi à produire du coton biologique dont la production, bien qu’encore très faible (864 tonnes en 2013/2014)est en croissance.

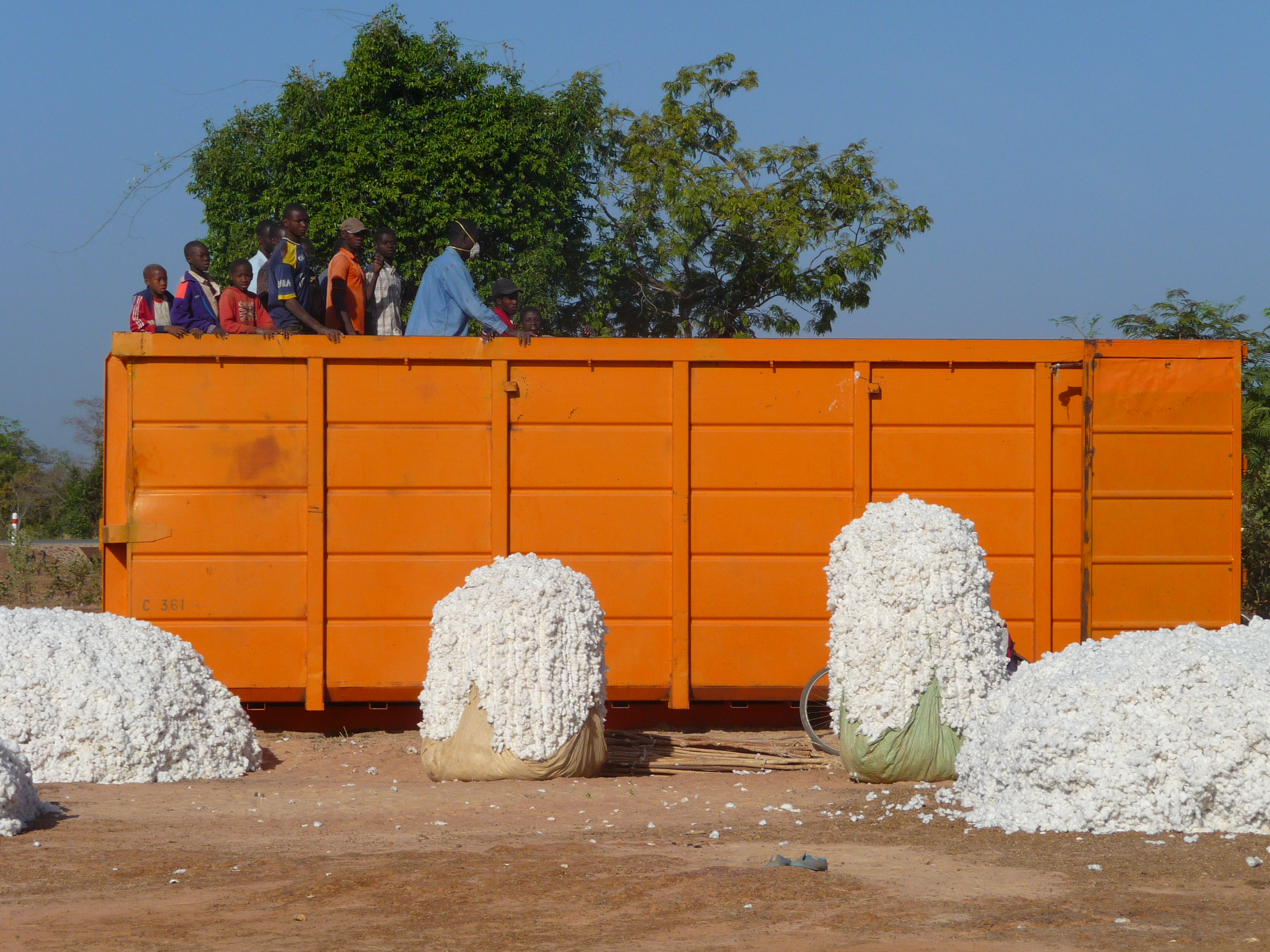
Balles de coton en partance pour Abidjan où il sera transformé.

Le coton est une source de revenus monétaires importante pour les 325 000 producteurs du pays. Il contribue largement aux recettes d’exportation : il a occupé la première place des produits exportés jusqu’en 2009, mais à la suite du développement de mines d’or, il est passé à la deuxième place avec 26 % de l’ensemble. Le coton est donc d’un intérêt stratégique pour le Burkina Faso qui occupe le douzième rang mondial des pays producteurs. Le pays fait partie du groupe (appelé C4) des grands pays producteurs de l’Afrique de l’Ouest avec le Mali, le Bénin et le Tchad. Le C4 intervient dans les négociations internationales sur le commerce pour dénoncer les mesures de soutien au coton prises par les États-Unis et l’Union Européenne qui créent des distorsions de concurrence au détriment des pays africains pauvres.
La filière coton au Burkina est une filière bien structurée selon une organisation pyramidale. À la base, les producteurs font partie de groupements de producteurs de coton (GPC) bénéficiant d’un encadrement technique. Chaque GPC comprend entre 12 et 50 membres. Il en existe environ 8500 dans le pays. Ces GPC sont coiffés par des organisations faîtières au niveau départemental, puis provincial et enfin national. Au niveau national, l’Union nationale des producteurs de coton du Burkina (UNPCB) a pour mission de représenter les producteurs de coton du pays et de défendre leurs intérêts. L’UNPCB est même actionnaire des grandes sociétés cotonnières qui assurent l’encadrement technique des producteurs, le transport de la production, la transformation et la commercialisation du coton. Ces sociétés sont au nombre de trois : la SOFITEX, la plus ancienne et de très loin la plus importante qui couvre les grandes zones cotonnières de l’Ouest et du Sud-Ouest du pays, la SOCOMA qui couvre la région Est et FASO COTON, la plus petite, située dans le Centre.

### Sésame
La production de sésame est de l’ordre de 60 000 tonnes en 2012. La grande majorité de la production est exportée. Le sésame est une culture attractive pour les paysans car sa mise en culture est postérieure aux autres cultures, notamment aux céréales. Elle constitue une source de revenus intéressante avec des coûts de production peu élevés et une commercialisation facile. Ceci explique son développement rapide au cours des dernières années.

### Céréales

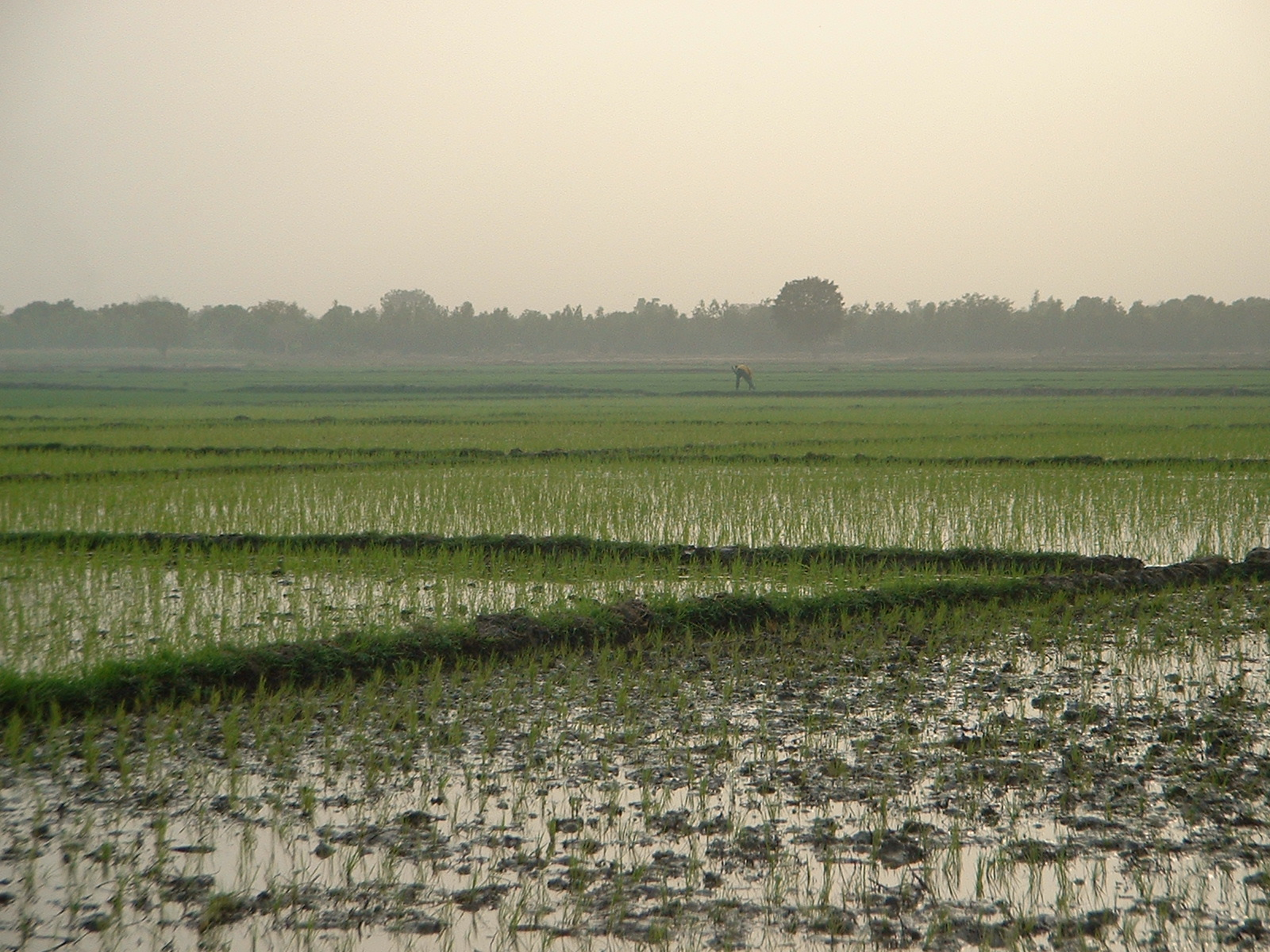
Rizière de Bama

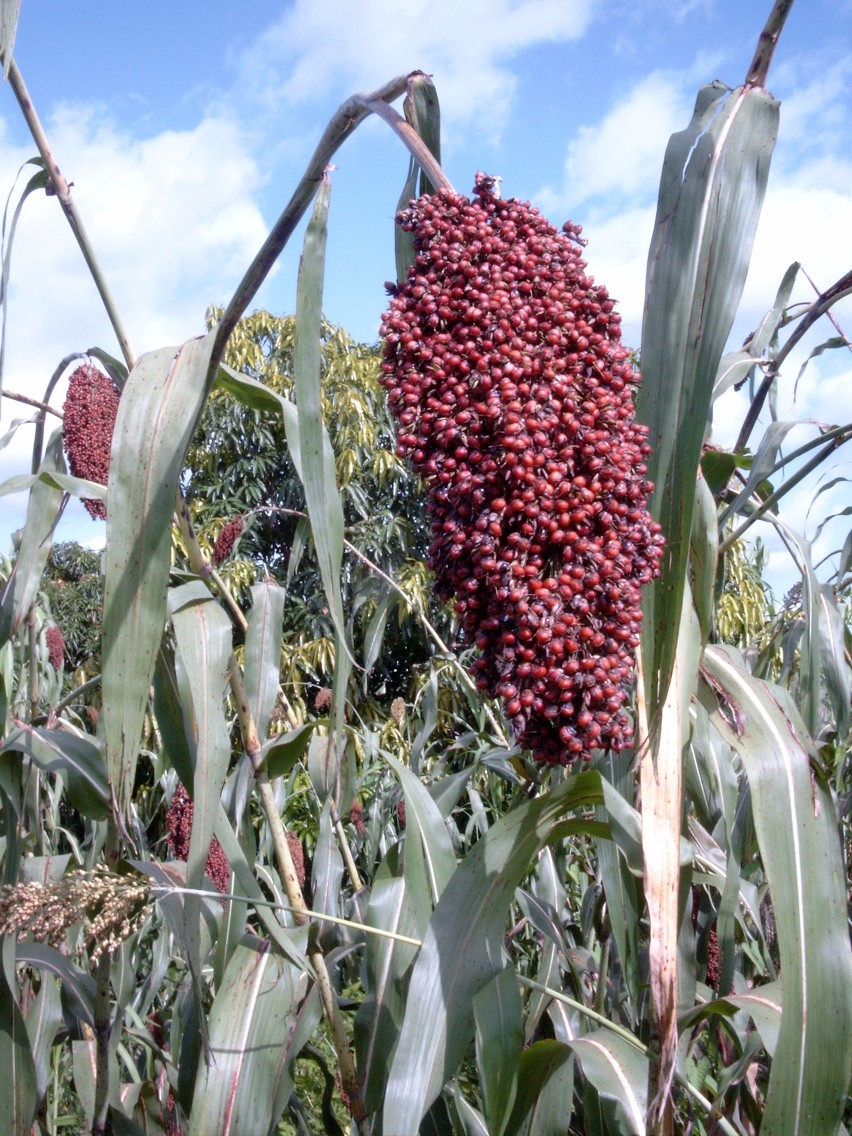
Sorghum bicolor, près de Fada N'Gourma

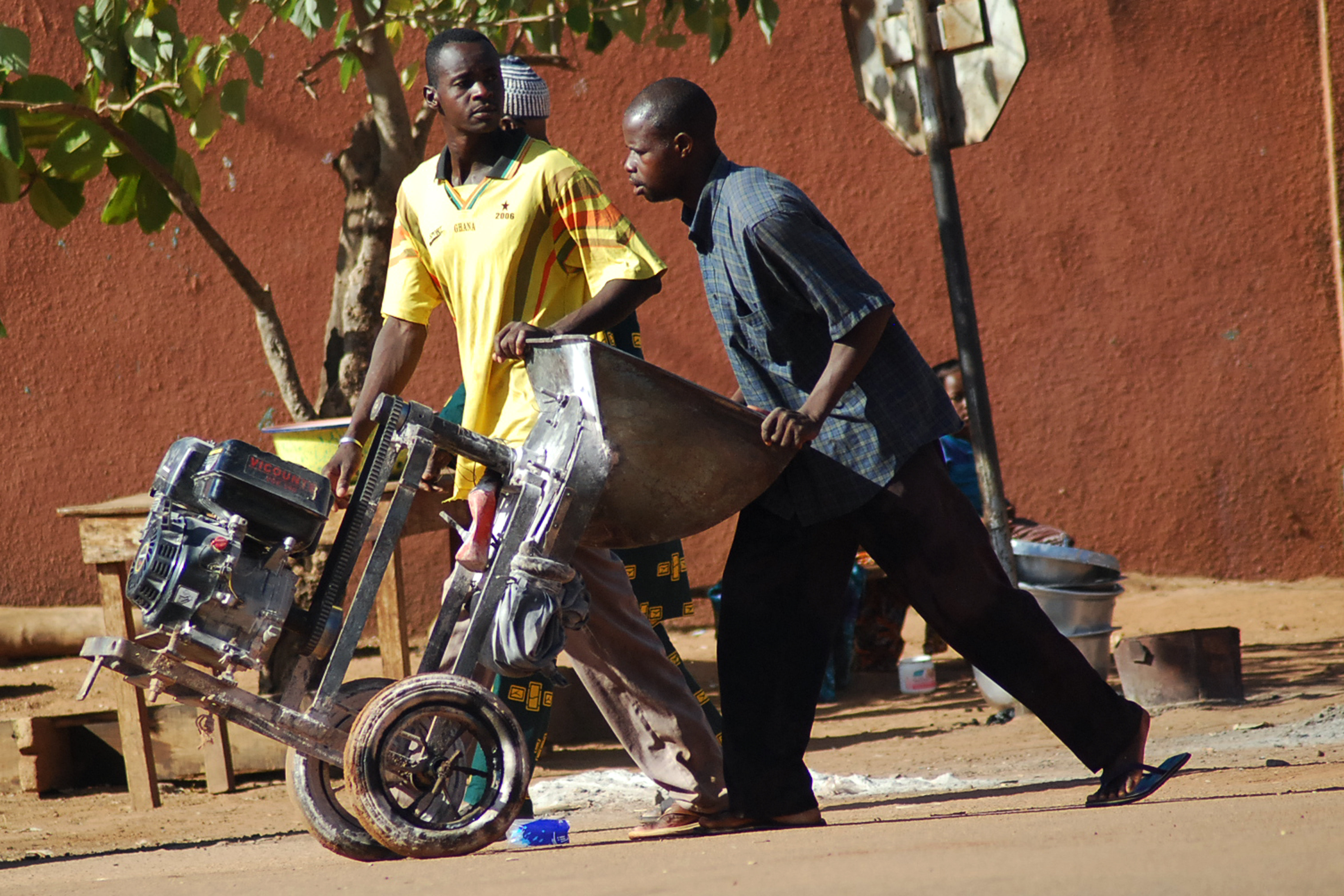
Moulin à écraser mobile (Ouagadougou).

Elles couvrent 4,2 millions d’hectares, soit les trois quarts des superficies cultivées. La production céréalière pour la campagne 2013-2014 est estimée à 49 millions de quintaux en hausse de 15 % par rapport à la moyenne des 5 dernières années (42 millions de quintaux).
Elle est dominée par le sorgho suivi du mil, du maïs et du riz avec respectivement 44, 31, 21 et 4 % de la production .
La culture du sorgho (rouge ou blanc) est pratiquée en saison des pluies par plus de 70 % de agriculteurs dans l'ensemble du pays. Sa production moyenne sur 5 ans (2008 à 2012) est de 17,3 millions de quintaux. Elle est à 90 % autoconsommée.
La culture du maïs est en plein développement, notamment dans les zones cotonnières où le maïs est intégré aux systèmes de production et peut bénéficier des intrants (engrais) attribués aux producteurs de coton. La superficie a quasiment doublé entre 2007 et 2012 où elle a atteint plus de 800 000 ha. La production annuelle est de l'ordre de 11 millions de quintaux. Le taux d'autoconsommation est de 85 %.
Le riz est également une culture en développement. Pour la campagne 2012/2013, pour une superficie de 137 000 ha, la production a atteint 320 000 tonnes environ alors qu'elle n'était que de 195 000 tonnes en 2008/2009. La culture du riz est pratiquée essentiellement dans les bas-fonds (aménagés ou non), mais aussi dans quelques périmètres irrigués par gravitation ou pompage et dans des zones pluviales. 75 % de la production est commercialisée sur le marché national et 25 % auto-consommée. Les besoins du pays ne sont couverts qu'à 42 %. Le reste est importé des pays asiatiques, ce qui n'est pas sans influence sur les revenus des producteurs nationaux.

### Niébé
Le niébé est une légumineuse largement cultivée en Afrique et tout particulièrement au Burkina Faso. Résistant à la sécheresse, la plante est bien adaptée au climat aride de l’Afrique subsaharienne. Riche en protéines, la graine, semblable à un haricot, est très intéressante pour la consommation humaine ; ses résidus (fanes) peuvent également être utilisés comme fourrage. C’est essentiellement une culture vivrière autoconsommée ou destinée aux marchés locaux ; mais elle est de plus en plus présente sur les marchés urbains et commence à être exportée. En ce sens, elle acquiert progressivement un statut de culture de rente. Le niébé est surtout présent dans les petites exploitations de moins de 3 ha où il est le plus souvent cultivé comme plante secondaire en association avec les céréales traditionnelles. Sa culture pure existe aussi, mais est beaucoup plus rare et plutôt le fait d’exploitations de grande taille.
Sa production est difficile à quantifier de façon précise en raison d’un taux élevé d’autoconsommation ; selon les statistiques officielles, elle serait de l’ordre de 600 000 tonnes lors de la campagne 2012/2013. Elle s’est fortement développée au cours des dernières années.

### Arboriculture

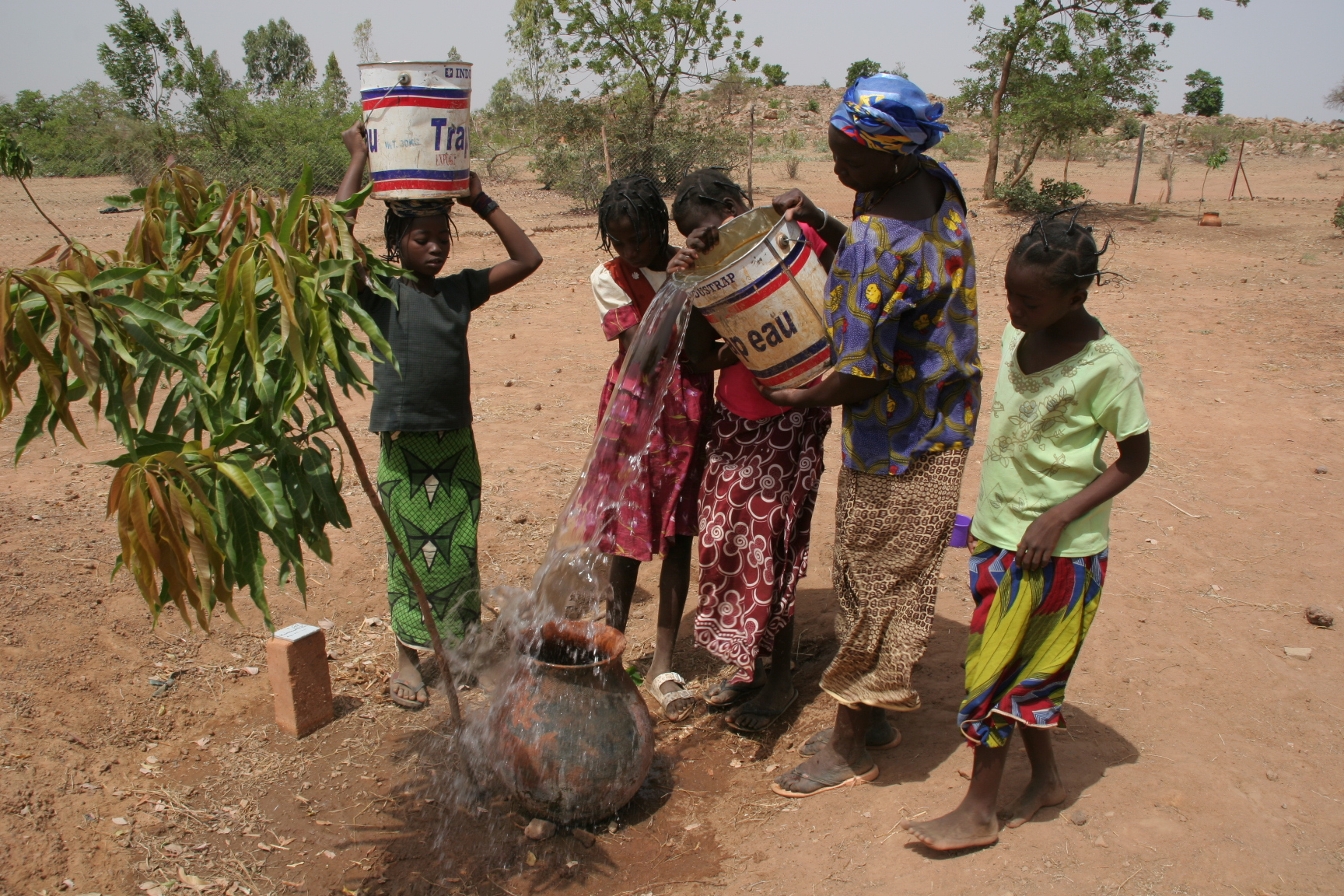
Plantation de manguiers à Gando

L'arboriculture occupe une place non négligeable. Les principales productions sont la mangue, la banane, la papaye, l’anacarde et les agrumes.
La production de mangues pratiquée par près de 60 % des arboriculteurs, très majoritairement sur de très petits vergers, est, de 2008 à 2012, de 130 000 tonnes en moyenne. Une faible partie est exportée, de l'ordre de 7000 tonnes ; mais des potentialités de développement existent car la demande internationale est en croissance. Les principales zones de production se situent dans les régions des Hauts-Bassins et des Cascades.

### Cultures maraîchères

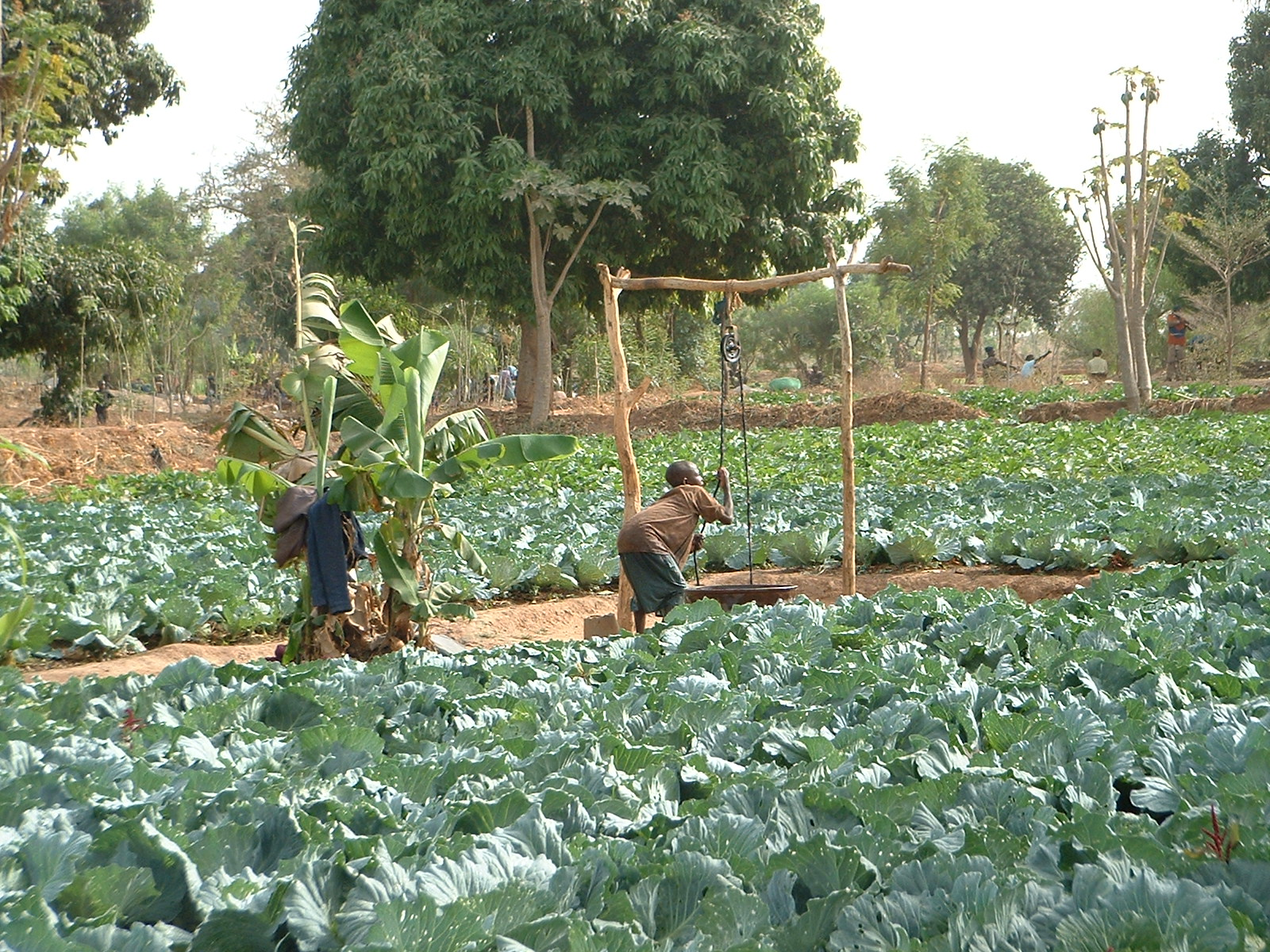
Choux irrigués près de Bobo Dioulasso

Elles sont diversifiées. Les plus répandues sont l’oignon, la tomate, la pomme de terre et le chou. Nécessitant une irrigation régulière, elles sont pratiquées surtout dans les bas-fonds. Les périphéries urbaines comportent également d’importantes zones maraîchères permettant d’approvisionner rapidement les marchés.
Les femmes sont très impliquées dans ces filières fruits et légumes. Ceci leur permet d'améliorer sensiblement les revenus familiaux.

### Productions animales

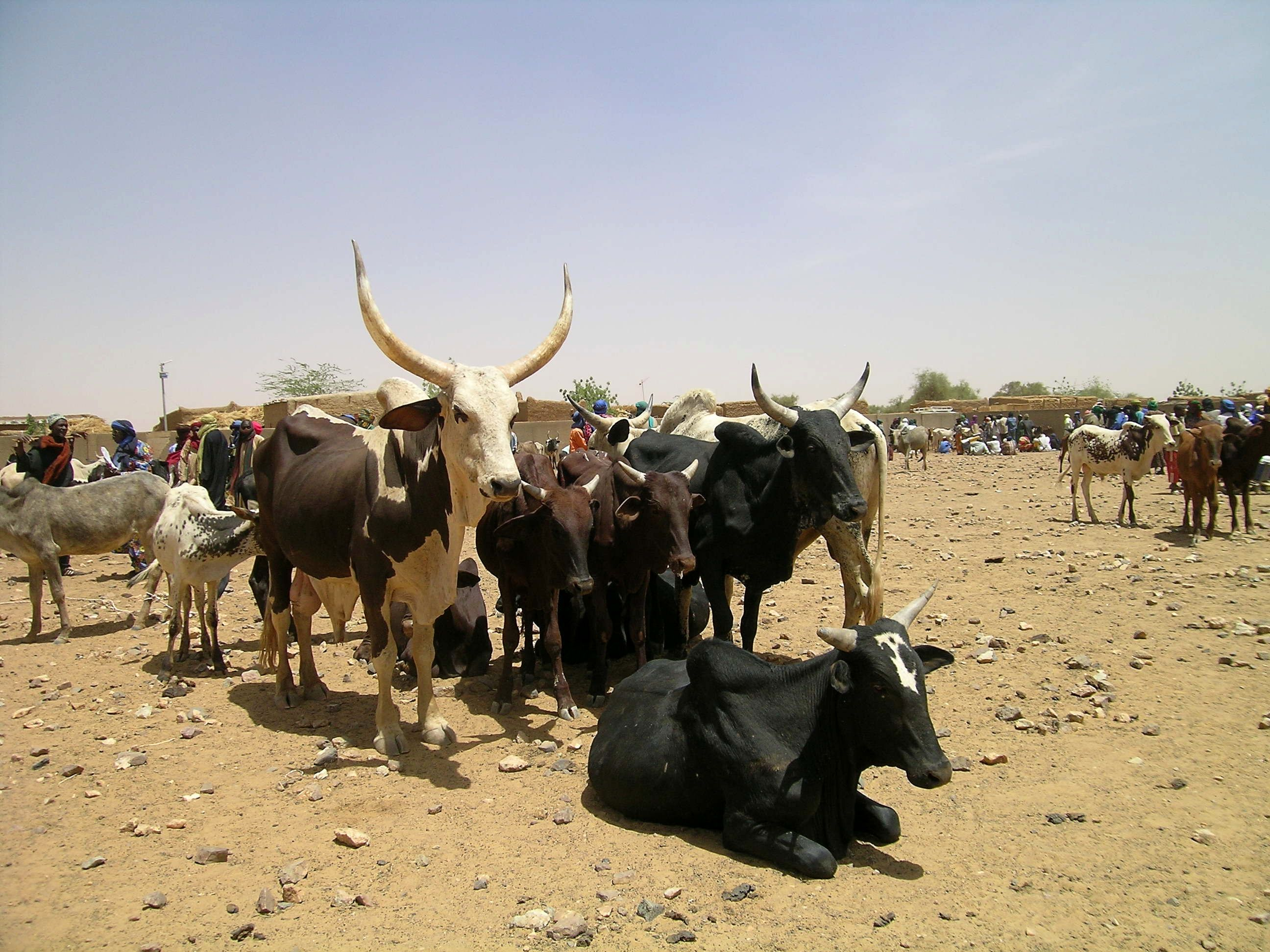
Bovins à Gorom-Gorom

L’élevage représente une fraction très importante du secteur agricole burkinabé.
Le cheptel est numériquement le deuxième des États de l’Afrique de l’Ouest après celui du Mali. En 2011, on dénombre 8,6 millions de bovins, 8,5 millions d’ovins, 12,7 millions de caprins et 2,3 millions de porcins.
Il s’agit essentiellement d’un élevage à vocation viande ou parfois mixte viande-lait. Les systèmes de production sont très extensifs et relèvent du pastoralisme ou de l’agropastoralisme. Seuls quelques élevages d’embouche proches des villes sont plus intensifs.
Il existe très peu d’élevages laitiers spécialisés (environ 200) et la plupart d’entre eux ont une productivité faible. Les besoins en lait ne sont pas couverts et le pays doit importer des quantités importantes de produits laitiers (essentiellement sous forme de lait en poudre) pour satisfaire la demande.
L’élevage avicole en 2011 avec 30 millions de poulets et 7,7 millions de pintades est aussi bien représenté.
L’élevage est en 2015 le troisième poste d’exportation du pays. Ces exportations se font essentiellement sous forme d’animaux vivants à destination des pays voisins : Côte d’Ivoire, Bénin, Ghana.